# Departamento de Huaylas
El departamento de Huaylas fue el antecesor del actual departamento de Áncash, creado en la época de la Independencia del Perú. Desapareció definitivamente, después de la derrota de la Confederación Perú-Boliviana ante la incursión chilena de Manuel Bulnes apoyada, por algunos peruanos: Ramón Castilla y Marquesado, Rufino Torrico, Agustín Gamarra, Francisco Vidal, Manuel Ignacio de Vivanco, Felipe Pardo y Aliaga, Juan Bautista Eléspuru, fallecido después de la llamada batalla de Yungay.

## Historia

### Fundación primigenia
- El 12 de febrero de 1821, por mandato del llamado "Reglamento Provisorio", en Huaura se crea el Departamento de Huaylas, integrado por las provincias de Huaylas, Cajatambo, Conchucos, Huamalíes y Huánuco. Capital: Huarás. Presidente: Toribio de Luzuriaga y Mejía, presidente interino: Juan de Mata Arnao. La fundación política de esta demarcación fue ejecutada por el Libertador José de San Martín.

### Ocaso temporal
- Sin embargo, el 4 de noviembre de 1823  el gobierno de José Bernardo de Tagle se dispuso la unión de los territorios de los departamentos de Huaylas y Tarma, dándosele el nombre de "departamento de Huánuco" (precursor del actual departamento de Huánuco) con lo que ambos departamentos desaparecen y sus provincias pasan a formar el nuevo departamento de Huánuco.[3]  Santa se reintegra a Lima, tal como expresa Reina Loli.[4]

- Nuevamente, hay un cambio geopolítico. El 13 de septiembre de 1825, el departamento de Huánuco cambia de nombre por el de Junín, por decreto firmado por Hipólito Unanue, Juan Salazar y José de Larrea,[5] para honrar la victoria de Bolívar sobre el ejército peninsular. Reincluye las provincias de Cajatambo, Conchucos Bajo (Piscobamba), Conchucos Alto (Huari), Huamalíes, Huaylas, Pasco, Jauja y Tarma.

### Segunda fundación
- 12/06/1835, Felipe Santiago Salaverry recrea el departamento de Huaylas, conformado esta por Cajatambo, Huaylas, Conchucos y Santa, que integra por primera y con una nueva visión que integra mar, costa, sierra. Desconoce la provincia bien constituida de Huari, desde 1821.

- 10/10/1836, el mariscal Andrés Santa Cruz establece el departamento de Huaylas formado por las provincias de Santa (segregada de Lima), Conchucos Alto, Conchucos Bajo y Huaylas. La capital sigue siendo Huarás.

### Desaparición definitiva
- Desapareció el departamento de Huaylas el 28/02/1839,[6] cuando Agustín Gamarra para perpetuar la victoria chileno-peruana, en la batalla de Pan de Azúcar, el 20 de enero de 1839 y la destrucción de la Confederación Peruano-boliviana cambia por el nombre, por el de  de Ancachs, que hasta ahora se mantiene legalmente, pero se escribe Áncash.Esta fecha, la del 28 de febrero, sirve para celebrar 'la creación política de Ancash', que en todo caso es únicamente el cambio de nombre de Huaylas por Ancachs (sic)

## Reivindicación de los nombres 'Huaylas' y 'Chavín'

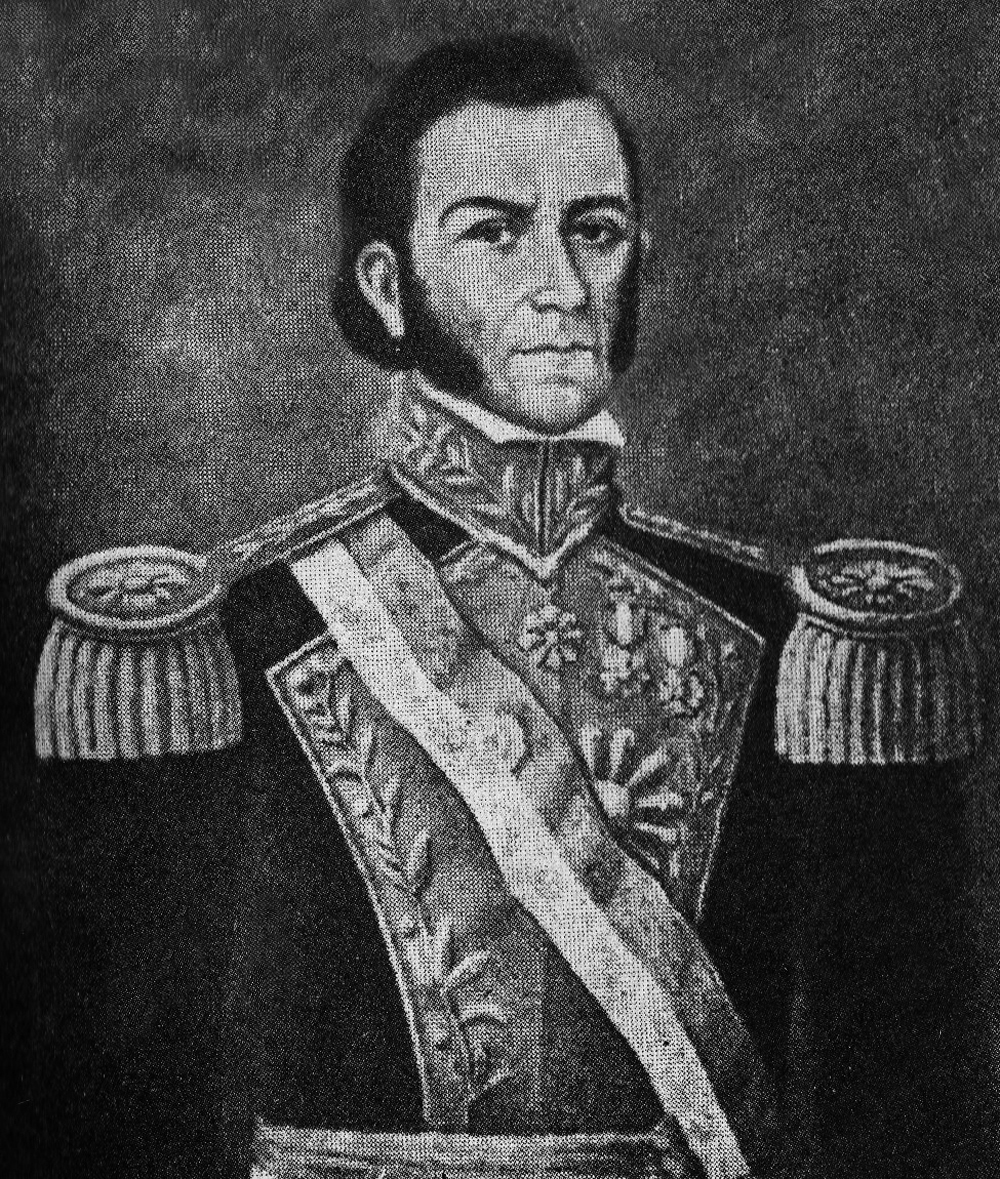
El mariscal huaracino Toribio de Luzuriaga fue el primer presidente del departamento.

Desde la década de 1910, historiadores ancashinos han propuesto la iniciativa de que el departamento de Ancash debe volver a llamarse 'Huaylas', tal y como se le nombró el 12 de febrero de 1821, en el reglamento provisorio de Huaura, dado por José de San Martín con la Independencia del Perú.
Se han realizado dos congresos de historia regional con participación de diversos ponentes. Uno en Carás (junio de 1913) y otro, en Yungay (octubre de 2013), que apuntan a gestionar ante el Congreso de la República, la restitución del nombre de Huaylas.
Si bien, el afán reivindicacionista del nombre tiene como fin revalorizar el nombre de la región fundadora de la República que tomó el nombre de una de las etnias más importantes de la región: los huaylas, bajo esa lógica se debe tener en cuenta que, la región estuvo dominada por varias etnias de igual o mayor importancia, de las que destacan los chimú en la costa y los huari y conchucos en el este. Otros autores postulan que el nombre 'Chavín' tendría mayor aceptación, ya que fue esta alta cultura, una de las más antiguas del Perú de la que derivaron las etnias anteriormente descritas.